# كيرك هنتر
كيرك هنتر (بالإنجليزية: Kirk Hunter)‏ (2 أكتوبر 1963 ببلفاست في المملكة المتحدة - ) هو لاعب كرة قدم بريطاني في مركز الوسط. لعب مع نادي كروسيدرز وCarrick Rangers F.C. ‏.

## وصلات خارجية
- كيرك هنتر على موقع قاعدة بيانات كرة القدم.إي يو (الإنجليزية)